# ای سر مقدس، کنون زخمی
ای سر مقدس، کنون زخمی (انگلیسی: O Sacred Head, Now Wounded) یک سرود روحانی مسیحی دربارهٔ مصائب عیسی است که برپایهٔ متون قدیمی لاتین در قرون وسطی شکل گرفت.
به‌نظر می‌رسد الهام‌بخش این سرود روحانی در اصل یک شعر لاتین طولانی قرون وسطایی با عنوان «Salve mundi salutare» باشد که مصرع‌های آن به بخش‌های مختلف بدن عیسی بر روی صلیب اشاره می‌کند. مصرع آخر که عنوانِ این سرود مذهبی از آن گرفته شده‌است، به سر مسیح اشاره کرده و با بند «سلام ای سر آغشته در خون» شروع می‌شود. قبلاً گفته می‌شد که شاعر این شعر برنارد کلروو (۱۱۵۳-۱۰۹۱) بوده‌است؛ اما اینک عقیده بر آن است که سرایندهٔ آن راهب بزرگ دِیر سیسترسی‌ها در ویه-لویل «آرنولف» بوده‌است.
پائول گرهارت نسخهٔ آلمانی دیگری از این سرود روحانی را سرود که با نام بند نخستِ آن «ای سرِ زخم‌برداشتهٔ آغشته در خون» شناخته می‌شود. این نسخه توسط یوهان سباستیان باخ در موومان ۵۴ انجیل به روایت متی به‌کار گرفته شد.